# Tom Horn

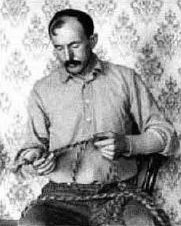
Tom Horn (undatiert)

Tom Horn (* 21. November 1860 oder 1861 in der Nähe von Memphis, Missouri; † 20. November 1903 in Cheyenne, Wyoming; eigentlich Thomas Horn Jr.) war ein Mitglied von Pinkerton’s National Detective Agency. Er beteiligte sich als Kundschafter der United States Army an der Suche nach dem Apachen Geronimo. Später arbeitete er als Kopfgeldjäger und wurde von Viehzüchtern im Gebiet von Wyoming angeheuert, um Maßnahmen gegen Viehdiebe zu ergreifen. Als ihm jedoch der Tod eines 14-jährigen Jungen angelastet werden konnte, wurde er vor Gericht gestellt und zum Tode durch den Strang verurteilt. Der Film Ich, Tom Horn aus dem Jahr 1980, mit Steve McQueen in der Hauptrolle, bezieht sich auf dessen Lebensgeschichte. Nach den Indianerkriegen soll Horn zwischen 22 und 24 Menschen ermordet haben, doch diese Zahl kann weder bestätigt noch widerlegt werden.

## Jugend
Tom Horn war das vierte von acht Kindern des deutschstämmigen Farmers Thomas S. Horn und der Mary Ann Maricha geborene Miller. Während seiner Kindheit war er ein unruhiger Knabe. Von seinen Eltern, die beide starke religiöse Prinzipien hatten, wurde er oft geschlagen. Nachdem er von seinem Vater eine Tracht Prügel bezogen hatte, riss er im Alter von 13 oder 14 Jahren von zu Hause aus.
In Kansas fand Horn eine kurzfristige Beschäftigung bei der Eisenbahn. Für 26 Tage Arbeit erhielt er 21 $. Als Fahrer für die Santa-Fe-Überland-Post nach Prescott (Arizona) bekam er 50 Dollar pro Monat.

## Scout, Deputy und Detektiv
Mit sechzehn Jahren beschloss er, in die Armee der Vereinigten Staaten als Scout einzutreten. Er blieb etwa ein Jahrzehnt in der Armee, wobei er sich am Kampf gegen den Apachen Geronimo und seine Männer beteiligte, die sich 1886 im Gebiet der Sonora ergaben. Seine Kontakte zu den Indianern und seine sprachlichen Fähigkeiten führten dazu, dass er bei der Verhandlung gegen Apache Kid als Dolmetscher hinzugezogen wurde. Von den Apachen bekam er dafür den Namen „Talking Boy“. 1886 wurde er als „Chief of Scouts“ der Nachfolger von Al Sieber. Zum 4. Juli 1889 reiste Horn von Globe in die damals noch kleine Stadt Phoenix, um an einem Wettkampfsport der „Cowboy–Competition“ teilzunehmen. Horn als geübter Cowboy gewann diesen Wettkampf gegen den legendären Charlie Meadows. Obwohl der Stier einen 50-Yard-Vorsprung hatte, konnte er ihn in einer neuen Rekordzeit von 58 Sekunden mit dem Lasso fangen und fesseln. Vom 16. bis 18. Oktober 1889 kam es erneut zu einem Kopf-an-Kopf-Rennen gegen Meadows. Auch diesmal gewann er den Wettstreit mit einer Minute und 19 Sekunden. Unter den Zuschauern befand sich auch Buffalo Bill. Diesen überzeugte die Leistung derart, dass er beiden Männern anbot, in seiner Buffalo Bill’s Wild West Show aufzutreten. In jener Zeit war Horn als Deputy Sheriff in Gila County, Arizona bei Sheriff Glenn Reynolds tätig. Die Pinkerton-Detektivagentur wurde ebenfalls auf ihn aufmerksam und stellte ihn ein. Seine Ermittlungsreisen führten ihn nach Colorado und Wyoming sowie in die Rocky Mountains. Seine ruhige Art und Weise, wie er die ihm übertragenen Fälle lösen konnte, machten ihn weit über die Agentur hinaus bekannt. 1894 beendete er nicht ganz freiwillig seine Arbeit bei der Pinkerton-Detektivagentur.
In den folgenden Jahren war er Deputy US Marshal und als Detektiv für einige wohlhabende Rancher in Wyoming und Colorado tätig. Während des Johnson-County-Kriegs war er bei der Wyoming Stock Grower’s Association beschäftigt.
Unter General William Rufus Shafter wurde er 1898 nach Ausbruch des Spanisch-Amerikanischen Krieges als Packer eingestellt. Unbestätigten Aussagen nach war Horn in Kuba an Malaria erkrankt und nahm vermutlich deswegen an keinen Kriegshandlungen teil.
Um 1900 kam Horn zurück nach Wyoming und arbeitete für den wohlhabenden Viehbaron und Chef der Iron Mountain Ranch Company John C. Coble. Seine Aufträge, Viehdiebstahl zu unterbinden, führte er hart und gnadenlos durch. Ertappte Viehdiebe erschoss der perfekte Scharfschütze auch auf lange Distanz. Nach eigenen Angaben erhielt er für jeden erschossenen Viehdieb 600 Dollar. Töten wurde zu seinem Geschäft. Nachdem er zwei Viehdiebe namens Powell und Lewis getötet hatte, verdächtigte man ihn sofort der Tat. Danach legte er sich auf die Lauer und erschoss den Anführer der Viehdiebe, einen gewissen Matt Rash. Als ein afroamerikanischer Cowboy namens Isom Dart verdächtigt wurde, auf seiner Ranch gestohlenes Vieh weiden zu lassen, bekam Horn Geld und lauerte dem Verdächtigen auf. Am 3. Oktober 1900 wurde Isom Dart erschossen. Nach diesen 4 Morden hatte Horn im ganzen Brown’s Hole „aufgeräumt“ und wurde ausgeschickt, um in anderen Gegenden ebenfalls Viehdiebe zu beseitigen.

## Willie Nickell
Am 18. Juli 1901 wurde Willie Nickell, der vierzehnjährige Sohn eines Schaffarmers, in der Nähe von Iron Mountain am Powder River, bei Cheyenne, Wyoming, aus dem Hinterhalt ermordet. Der groß gewachsene Sohn trug den Hut und Mantel seines Vaters, aus 300 Yards Entfernung sah er seinem Vater zum Verwechseln ähnlich.

## Gerichtsverhandlung
Horn war für den Mord nach einem fragwürdigen Gespräch mit Joe Lefors, einem US-Marshal, im Jahr 1902 verhaftet worden. Die Staatsanwaltschaft wurde in diesem Fall von Walter Stoll vertreten. Während der Ermittlungen bekam die Staatsanwaltschaft ein vages Geständnis von Lefors, das er von Horn im betrunkenen Zustand aufgezeichnet hatte. Da nur bestimmte Teile von Horns Aussage verwendet wurden, verzerrt dies die Bedeutung der Aussage.
Glendolene M. Kimmell, eine Lehrerin, welche die Familie Miller kannte, sagte aus, dass Jim Miller am Morgen des Mordes nervös war. Jim Miller und der Vater des jungen Nickell hatten mehrere Streitigkeiten, weil Nickell seine Schafe auf den Wiesen der Millers grasen ließ.
Es wurden keine Anstrengungen unternommen, um eine Beteiligung von anderen möglichen Verdächtigen zu untersuchen. Im Wesentlichen machte Horns Ruf und seine Lebensgeschichte ihn zu einem leichten Ziel der Justiz. Horn wurde zum Tod durch den Strang verurteilt. Bis heute ist es immer noch umstritten, ob Horn wirklich den Mord begangen hat.
Sein Mentor Al Sieber sagte, nachdem er von dem Urteil erfuhr: „So wie ich ihn kenne und unter Berücksichtigung aller in Betracht kommender Möglichkeiten, kann und will ich es nicht glauben, dass Tom Horn der Mann ist, wie die Zeitungen versuchen der Welt glaubhaft zu machen, dass er es war. Diese Worte und Gefühle können nicht gestellt sein, denn ich kann nicht glauben, dass der fröhliche, lustige und ehrliche Tom Horn, so wie ich ihn kannte, ein tief unglücklicher Mörder war.“
Im Jahr 1993 wurde der Fall in einem Schauprozess in Cheyenne wiederholt und Horn wurde freigesprochen.

## „The Julian Gallows“
Tom Horn war der erste von neun Menschen im „Wilden Westen“, die mittels eines automatisierten Ablaufs gehängt wurden.
Der Konstrukteur James P. Julian aus Cheyenne, Wyoming, entwarf und baute die „Maschine“ im Jahr 1892, danach wurde sie als „The Julian Gallows“ (Der Julian-Galgen) betitelt.
Am Morgen des 20. November 1903, einen Tag vor seinem 42. Geburtstag, wurde Tom Horn nach einem ausgiebigen Frühstück zum Galgen geführt. Um seine Arme und Beine wurden Riemen angelegt. Horn war zu diesem Zeitpunkt gegenüber all den anwesenden Zeugen am wenigsten nervös. Die Schlinge wurde um seinen Hals gelegt, und der gefesselte Mann betrat die Falltür; damit startete er selbst den weiteren Ablauf. Durch sein Gewicht wurde ein dreiteiliger und mit zwei Scharnieren verbundener Stützbalken auf eine Druckfeder niedergedrückt. Mittels Hebel wurde ein Ventil geöffnet, das über einen Schlauch Wasser aus einem Vorratsbehälter ausströmen ließ. Als Vorratsbehälter diente ein Blecheimer, welcher an einem Kipphebel befestigt war. Ein Gegengewicht war auf der gegenüberliegenden Seite des Kipphebels lose aufgelegt. Durch das kontinuierlich ausfließende Wasser und das damit abnehmende Gewicht, kam das hufeisenförmig gebogene Gegengewicht ins Gleiten. Nach Abrutschen vom Kipphebel fiel es nach unten und zog über eine Umlenkrolle und ein angeknotetes Seil am Stützbalken. Der Stützbalken wurde mit einem Ruck unter der Falltür nach ca. 50 Sekunden zum Kippen gebracht, die Falltür öffnete sich, und der 91 kg schwere Delinquent fiel knapp 2 Meter hindurch, bis sich das Seil straffte und damit den Genickbruch vollzog.
Die Version einer weiteren Quelle berichtet jedoch von einem anderen Ablauf:

„Wegen der Fesseln konnte Tom nicht selbst auf die Falltür gehen, so musste er darauf gehoben werden. Eine schwarze Kapuze wurde ihm übergestülpt und 31 Sekunden danach öffnete sich die Falltür und er fiel vier und einen halben Fuß (mit 137 cm [zu kurz]) tief. Sein Tod war nicht so schnell wie im Film dargestellt, sondern durch den Henkersknoten wurde er bewusstlos geschlagen, sein Genick war aber nicht gebrochen. Er starb erst 17 Minuten später an den Folgen der Strangulation.“

Tom Horns Bruder Charles (1852–1930) brachte die Leiche nach Boulder (Colorado), um ihn dort im Columbia-Friedhof zu begraben.

## Filmische Rezeption
- 1954: Stories of the Century (TV-Folge)[26] – mit Louis Jean Heydt als Tom Horn
- 1979: Mr. Horn – Sein Weg zum Galgen (Mr. Horn) – mit Richard Widmark als Al Sieber und David Carradine als Tom Horn[27]
- 1980: Ich, Tom Horn (I, Tom Horn) – mit Steve McQueen
- 2009: TV-Serie: Frontier Hitman[28]

### Deutsch
- Willy Henry: Ich Tom Horn. Heyne Verlag, 1982, ISBN 3-453-20355-0.
- Robert (d. i. Heinz J Stammel): Tom Horn, der Revolvermann. Ullman Verlag, ISBN 3-404-48020-1.

### Englisch
- Tom Horn, Dean Krakel: Life of Tom Horn, (Government Scout and Interpreter: A Vindication). University of Oklahoma Press, 1979, ISBN 0-8061-1044-9, Autobiographie, 1904.[29]
- Lauren Palme: TOM HORN – Man of the West. Barre Publishing Company, 1963.
- John H. Monnett, Miachel McCarthy: Colorado Profiles. University Press of Colorado, 1990, ISBN 0-87081-439-7.
- Chip Carlson: Tom Horn; Killing Men Is My Specialty. The Definitive History of the Nortorious Wyoming Stock Detective. Beartooth Corral, 1991, ISBN 0-9630248-0-9.
- Chip Carlson: Tom Horn; Blood on the Moon (Dark History of the Murderous Cattle Detective). High Plains Press, 2001, ISBN 0-931271-59-2.
- Eugene Cunningham: Triggernometry (A Gallery of Gunfighter). Univ. of Oklahoma Press, 1996, ISBN 0-8061-2837-2.
- Jay Monaghan, Larry D. Ball: Tom Horn: Last of the Bad Men. University of Nebraska Press, 1997, ISBN 0-8032-8234-6.
- Dean Fenton Krakel: The Saga of Tom Horn: The Story of a Cattlemen’s War. University of Nebraska Press, 1998, ISBN 0-8032-2719-1.
- Will Henry: The Hunting of Tom Horn. Leisure Books, 1999, ISBN 0-8439-4484-6.
- Andrew J. Fenady: Claws of the Eagle: A Novel of Tom Horn and the Apache Kid. Thorndike Press, 2004, ISBN 0-7862-5933-7.
- Andrew J. Fenady: Tom Horn and the Apache Kid. Leisure Books, 2009, ISBN 0-8439-6223-2.
- Tom Horn: Life of Tom Horn, Government Scout and Interpreter. BiblioBazaar, 2009, ISBN 1-110-32432-4.
- Jon Chandler: Wyoming Wind: A Story of Tom Horn. BBC Audiobooks Ltd, 2009, ISBN 0-7862-3769-4.